# 陆光祖 (明朝)
陸光祖（1521年—1597年），字與繩，號小峰，生平好佛法，自号五台居士。锦衣卫官籍浙江嘉興府平湖縣人，祖籍直隸蘇州吳縣，明朝政治人物，官至吏部尚書。

## 生平
嘉靖十六年（1537年）十七歲時與父親同時考中丁酉科順天鄉試舉人，嘉靖二十六年（1547年）丁未科進士，工部觀政，授濬縣知縣，謝榛詳述盧楠之冤情，始得昭雪。盧楠出獄後，去拜謝陸光祖，仍然長揖不拜。陸光祖也不在意，兩人成為好友。嘉靖二十九年（1550年）爆發庚戌之變，俺答汗入侵。兵部尚書趙錦檄民築塞，陸光祖未能從命。四年任滿，有惠政。離任之日，濬縣百姓“攀轅臥轍，泣聲盈道”。
嘉靖三十二年（1553年），任南京禮部祠祭司主事，升祠祭司郎中。转北京吏部验封司郎中，调文选司。大學士高拱掌管吏部，謀劃傾覆徐階。這時徐階的幕客都逃亡，唯獨陸光祖替他申辨。四十四年九月升太常寺少卿、提督四夷馆，不久被御史孙丕扬弹劾，被勒令闲住。
神宗继位，隆庆六年（1572年）十月起为南京太仆寺少卿，萬曆二年（1574年）四月，改任太常寺少卿，七月升南京太仆寺卿，三年三月太常寺卿，丁憂歸。萬曆五年（1577年）十月起为南京大理寺卿，十二月改北大理寺卿。萬曆六年（1578年）八月，升工部右侍郎。張居正和陸光祖是同年進士，早年張居正想引薦他做助手，陸光祖不屈身相隨。同年九月，張居正因為居喪奪情，杖責議論的人，陸光祖寫信規勸他。萬曆七年（1579年）五月，因為議論漕運改為折色銀兩一事再度得罪張居正，遂辭官歸里。
張居正死後，萬曆十一年（1583年）十月起用為南京兵部右侍郎，又改吏部右侍郎。萬曆十二年（1584年）十一月，转吏部左侍郎，再升南京工部尚書，十三年七月因病请告休。復官後因維護張居正身後名譽，再次被降職。
萬曆十五年（1587年）七月，起任南京刑部尚書。十七年七月改任南京吏部尚書，十八年五月升刑部尚書。萬曆十九年（1591年）四月，吏部尚書宋纁卒，陸光祖繼任吏部尚書。首輔申時行推薦趙志皋、張位，明神宗以特旨任用，陸光祖抗議說：“輔臣當廷推，不當內降”，神宗表示下不為例。萬曆二十年（1592年），主持京察，陸光祖力主擢升萬國欽為建寧府推官，饒伸為刑部主事，神宗大怒，給事中喬胤承風行事，彈劾陸光祖，於是文選郎王教以下盡逐。
萬曆二十年陸光祖以老病被言乞辞；是年三月，致仕歸里。萬曆二十五年（1597年）冬卒。《明史》有傳。著有《陸莊簡公遺稿》。

## 家族
陸贄之後。祖父陸淞，父陸杲，皆進士。陸淞官至南京光祿寺卿。陸杲官至刑部主事。母沈氏，封安人贈夫人。從兄陸夢韓。弟陸光祚。子陸基忠，官刑部員外；陸基恕，官都事；陸基志，監生。